# Воркутинське міське поселення
Воркути́нське міське поселення (рос. Северное городское поселение) — муніципальне утворення у складі Воркутинського міського округу Республіки Комі, Росія. Адміністративний центр та єдиний населений пункт — місто Воркута.

## Населення
Населення — 70548 осіб (2010; 87457 у 2002, 121270 у 1989).